# 圆锥小麦
圆锥小麦（学名：Triticum turgidum）为禾本科小麦属下的一个种，有波兰小麦、波斯小麦、野生二粒小麦等变种。